# Anna Chennault
Pour les articles homonymes, voir Chenault.
 (avril 2018).
Si vous disposez d'ouvrages ou d'articles de référence ou si vous connaissez des sites web de qualité traitant du thème abordé ici, merci de compléter l'article en donnant les références utiles à sa vérifiabilité et en les liant à la section « Notes et références ».

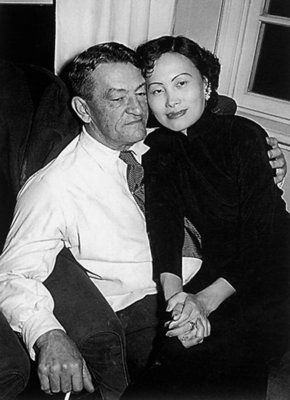
Anna Chennault et son mari.

Anna Chennault, née sous le nom de Chen Xiangmei (陳香梅) le 23 juin 1923 et morte le 30 mars 2018, est une femme politique du Parti républicain américain. Elle est l'épouse du général américain Claire Lee Chennault.

## Histoire
Née à Pékin, Chen Xiangmei est diplômée d'un baccalauréat universitaire ès lettres de l'université Lingnan de Hong Kong (en) en 1944. Elle devient correspondante de guerre pour l'agence de presse centrale de 1944 à 1948 et écrit pour le journal Hsin Ming de Shanghai de 1944 à 1949. Elle est la sœur cadette de Cynthia Chan qui était infirmière pour l'armée américaine dans le groupe de Claire Chennault à Kunming. Alors qu'elle rend visite à sa sœur, elle rencontre Claire Chennault, de 30 ans son aîné, et ils se marient en 1947.
Après la mort de son mari, Anna Chennault travaille pour le transport civil aérien (en) à Taipei, Taïwan (de 1946 à 1957) et est vice-présidente des affaires internationales de la compagnie des Tigres volants que son mari avait fondé, et présidente de TAC International (à partir de 1976). Elle est occasionnellement correspondante pour l'agence de presse centrale (à partir de 1965) et correspondante aux États-Unis pour le journal Hsin Shen (à partir de 1958). Elle diffuse Voice of America de 1963 à 1966.
Aux États-Unis, elle reçoit une nomination du président Richard Nixon au comité des conseillers présidentiels pour le John F. Kennedy Center for the Performing Arts et le comité national américain pour l'UNESCO (à partir de 1970). Elle est présidente du secours des réfugiés chinois de 1962 à 1970 et sert comme présidente de la fondation du général Claire Chennault après 1960.
Chennault est membre du comité national du district de Columbia du Parti républicain (à partir de 1960) et dirige l'assemblée national républicaine des Asiatiques. Elle est assistée par de nombreux sino-américains pour se former en politique.

### Accords de paix de Paris
Dans le livre Nixon, A Life de Jonathan Aitken, Patrick Hillings, ancien membre du congrès ayant accompagné le voyage du candidat à Taipei en 1967, note que Nixon aurait déclaré après une rencontre avec Mrs. Chennault : « Éloignez-la de moi, Hillings, c'est un moulin à paroles. »
Selon les dossiers secrets du président Lyndon B. Johnson sur les officiels du Viêt Nam du Sud et ses adversaires politiques, Anna Chennault aurait joué un rôle crucial dans la campagne de Nixon visant à préserver l'indépendance de ses alliés du Sud. Elle arrange les contacts avec l'ambassadeur sud-vietnamien Bùi Diễm que Nixon rencontre en secret en juillet 1968 à New York. Il est possible que c'est du fait de l'intercession de Chennault que les Républicains ont conseillé à Saigon de refuser de participer aux négociations, en promettant un meilleur marché une fois élu. Les rapports du FBI montrent que Chennault a téléphoné à Bùi Diễm le 2 novembre en déclarant « Tenez-bon, nous allons gagner ». Avant les élections, le président Johnson « soupçonna Richard Nixon de sabotage politique qu'il estime être de la trahison ».
Du fait que Nixon gagna la présidentielle, personne ne fut jugé pour cette violation à la loi Logan. Cartha DeLoach (en), alors vice-directeur du FBI, mentionne dans son livre Hoover's FBI que son agence était capable de connecter un simple appel téléphonique venant du candidat à la vice-présidence d'alors Spiro Agnew à Anna Chennault, des détails non-enregistrés dont Johnson pensent qu'ils ont été transmis à Nixon.
Dans le livre d'éducation d'Anna, le général Chennault lui dit « Nous, pilotes, devons faire les tâches les plus éprouvantes mais vous prenez le gâteau ». Elle déclare que les derniers contacts avec l'équipe de Nixon furent faits par téléphone à John Newton Mitchell, via des numéros personnels qui changeaient chaque jour, comme c'était son habitude. Une semaine après l'élection de Nixon et la réconciliation avec Johnson lors d'une déclaration commune annonçant la politique au Viet Nam, Mitchell demanda à Chennault d'intercéder de nouveau, cette fois pour convaincre Saigon de rejoindre les négociations. Elle refusa. Selon son récit, Nixon l'aurait personnellement remerciée en 1969, elle se plaint, et répondit : « Oui, j'apprécie cela. Je sais que vous êtes un bon soldat ».
Elle meurt le 30 mars 2018 chez elle à Washington à la suite de complications d'un accident vasculaire cérébral.

## Distinctions
- Ordre de Lafayette (en) (1966)
- Récompense de l'association de la Chine libre (1966)
- Récompense de l'alliance sino-américaine (1971)

## Livres
- Catherine Forslund, Anna Chennault: Informal Diplomacy and Asian Relations (2002)  (ISBN 0-8420-2833-1)
- Hyung-chan Kim, chief editor, Distinguished Asian Americans, A Biographical Dictionary, Greenwood Press (1999), p. 55, 56.